# 岡田紅陽
岡田 紅陽（おかだ こうよう、1895年8月31日 - 1972年11月22日）は、日本の写真家。本名は賢治郎。
主に山岳写真、風景写真を撮影した。全国の国立公園の撮影にもあたり、海外にも知られた。富士山の撮影をライフワークとし、その作品は切手や紙幣にも採用されている。

## 生涯
新潟県中魚沼郡中条村（現在の十日町市）に、衆議院議員岡田龍松の三男として生まれる。兄に岡田正平（衆議院議員・新潟県知事）がいる。曾祖父の喜兵衛（岡田香雪）、祖父の栄蔵（岡田雪洞）、父の龍松（耕雲）も書画に名を残している。
1914年、早稲田大学予科に入学。友人からカメラを借りて富士山を撮影したのが、ライフワークとなる富士山との付き合いはじめという。
1918年、早稲田大学法律学科卒。1923年の関東大震災の被害状況を東京府の嘱託として撮影。その記録は『関東大震大火記念写真帖』として刊行される。1925年、東京・麻布に写真スタジオを設立。1940年に富士写真協会を創立。
第二次世界大戦の戦災で、ガラス乾板やネガの大部分を失うが、戦後はますます富士山の撮影に没頭した。
1950年には日本観光写真連盟を設立した。1952年日本写真協会を創設。
1972年、77歳で死去。
河口湖畔の産屋ケ崎に顕彰碑がある。

## 富士山

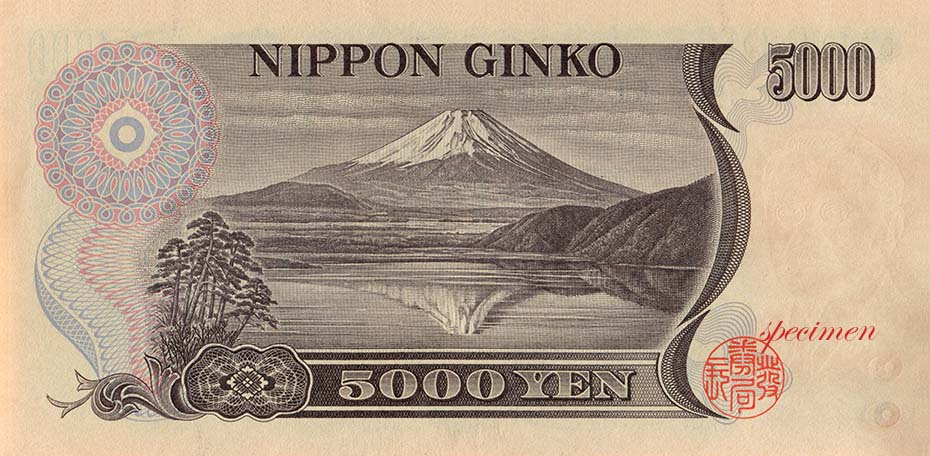
五千円紙幣D号券の裏面にある逆さ富士は、岡田紅陽の作品「湖畔の春」を元に描かれた。

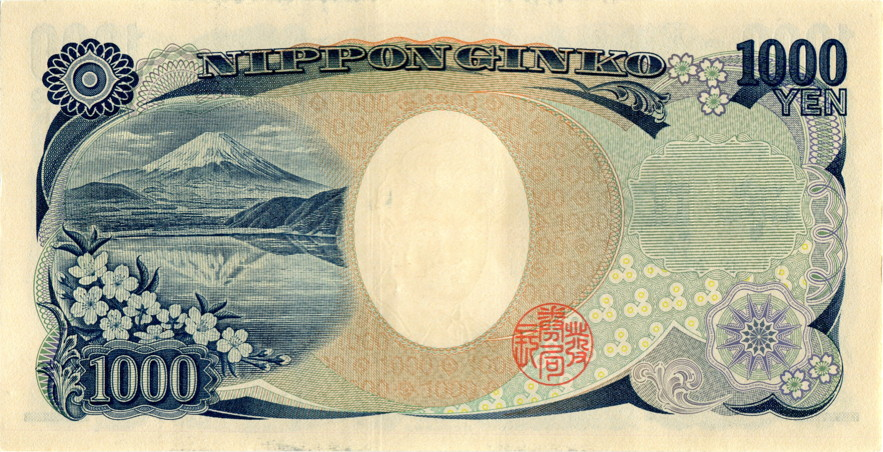
千円紙幣E号券裏面の逆さ富士

富士山写真家の先駆者と言われる。富士山を女性になぞらえて「富士子」と呼び、富士山を撮った写真は生涯約38万枚とも40万枚ともいう。
1938年発行の五十銭紙幣（小額政府紙幣）や、五千円紙幣D号券、千円紙幣E号券に、撮影した富士山をもとにした図案が採用された。また、その作品は24種が切手に採用されている（2019年2月当時）。
富士山の撮影地としては、本栖湖や、河口湖畔の産屋ヶ崎、忍野村などがことに有名であるが、山麓の湖畔から周囲の峠まで至る所で富士山を撮影した。
忍野村には1915年にはじめて訪れ、以後冬の間は忍野村の旅館に滞在して村民と交流を深めつつ撮影にいそしんだ。また、上九一色村（現在の富士河口湖町）からの富士山にも定評があった。
1935年5月2日に本栖湖付近の山の上から撮影した作品「湖畔の春」は、五千円紙幣D号券および千円紙幣E号券裏面の富士山のもとになった。
山梨県南都留郡忍野村では、1997年に記念誌『富士こそわがいのち』を発行した。2004年には四季の杜おしの公園内に岡田紅陽写真美術館を開館した。

## 作品集など
- 関東大震大火記念写真帖 東京図案印刷 1923
- 東京震災写真帖 文山社 1923
- 写真の知識 帝国教育会出版部 1929 (現代生活叢書)
- 国立公園十二勝 報知新聞社 1934
- 岡田紅陽の富士百影作品集 第1-10輯 審美書院 1932-34
- 台湾国立公園写真集 台湾国立公園協会 1939
- 富士山 アルス 1940
- 富士 朋文堂 1959
- 富士山 社会思想研究会出版部 1961 (現代教養文庫)
- 富士山 雪華社 1965
- 富士  求竜堂 1970
- 岡田紅陽作品展 霊峰富士 JCIIフォトサロン 1992.1
- 岡田紅陽の富士百影作品集 同文書院 1993.11
- 岡田紅陽・田淵行男の世界 歩き続け撮り続けたその生涯 田淵行男記念館 c1997